# Solange Clésinger-Sand
Pour les articles homonymes, voir Sand.
Solange Sand, de son nom de naissance Solange Dudevant, de nom d’usage Clésinger-Sand et de pseudonyme « Dubois de Vavray », née le 13 septembre 1828 à Nohant-Vic et morte le 17 mars 1899 à Paris, est une écrivaine française comme sa mère, George Sand.

## Biographie

### Famille
Solange Sand naît le 13 septembre 1828 à Nohant-Vic dans l'Indre. Elle est le deuxième enfant d'Aurore Dupin, baronne Dudevant, qui prend quatre ans après son nom de plume plus connu George Sand, et de son mari le baron Casimir Dudevant. Son frère aîné est l'artiste peintre et écrivain Maurice Sand.
Sa filiation paternelle est incertaine du fait de la relation qu'entretient sa mère avec Stéphane Ajasson de Grandsagne, neuf mois avant sa naissance, lors d'un séjour à Paris en décembre 1827.

### Enfance
En 1838-1839, elle accompagne Frédéric Chopin, sa mère et son frère à Majorque, d'abord à Palma, puis dans la chartreuse de Valldemossa. Une nuit, elle s'amuse à effrayer le compositeur en lui faisant croire qu'il y a un fantôme dans le cloître.
En 1841 et sur les recommandations de son amie Marie de Rosière, George Sand confie sa fille Solange Dudevant au pensionnat de Chaillot dirigé par Sophie Bascans, « une maison charmante [...] dans un lieu magnifique » : « Solange est beaucoup mieux chez Madame Bascans. [...] Elle y est tenue avec plus de sévérité, elle y travaille davantage. [...] Maintenant, elle est en bon chemin, les leçons particulières de Bascans lui ont fait faire d'énormes progrès pour son âge et sa paresse naturelle ». George Sand échange de nombreuses lettres avec le couple Bascans dont elle devient une amie, malgré leurs divergences d'opinion sur la question religieuse. George Sand cède et Solange Dudevant fait sa première communion.

### Vie amoureuse et enfants
En 1846, Solange Sand tombe amoureuse du sculpteur Auguste Clésinger durant les séances de sculpture qu'il vient faire dans la résidence de George Sand à Paris. Elle rompt ses fiançailles avec un autre homme en faveur du sculpteur, qu'elle épouse à Nohant le 19 mai 1847.
Deux filles naissent de ce mariage : Jeanne-Gabrielle, le 28 février 1848, morte en bas âge et une seconde fille, elle aussi nommée Jeanne-Gabrielle, surnommée « Nini », née le 10 mai 1849 au château de Guillery à Pompiey. Sophie Bascans est la marraine de « Nini » : « Votre filleul s'est converti en une grosse fille d'une dimension énorme. Elle se porte à merveille et, si elle ne vit pas, je ne sais pas quel enfant pourra vivre. Elle portera les noms de ses parents : Jeanne, à cause de son père et de son parrain, Gabrielle à cause de moi et de ma belle-mère, et Béatrice à cause de vous, Mlle de Ronzière m'ayant dit que vous aviez une prédilection pour ce nom... ».
Solange Clésinger-Sand se sépare d'Auguste Clésinger en avril 1852 et en est légalement séparée de corps au 31 août 1852.
George Sand est très attachée à Nini, mais l'enfant meurt peu après la séparation de ses parents, à Paris le 14 janvier 1855 d'une scarlatine mal soignée, après que son père, « au mépris de toute prudence, [ait placé] l'enfant, malade, chez une gardienne incompétente ».

### Carrière littéraire
En 1870, Solange Clésinger-Sand publie un premier roman, Jacques Bruneau, aux éditions Michel Lévy.
En 1883, elle est veuve d'Auguste Clésinger.
En 1889, elle publie un second roman, Carl Robert.

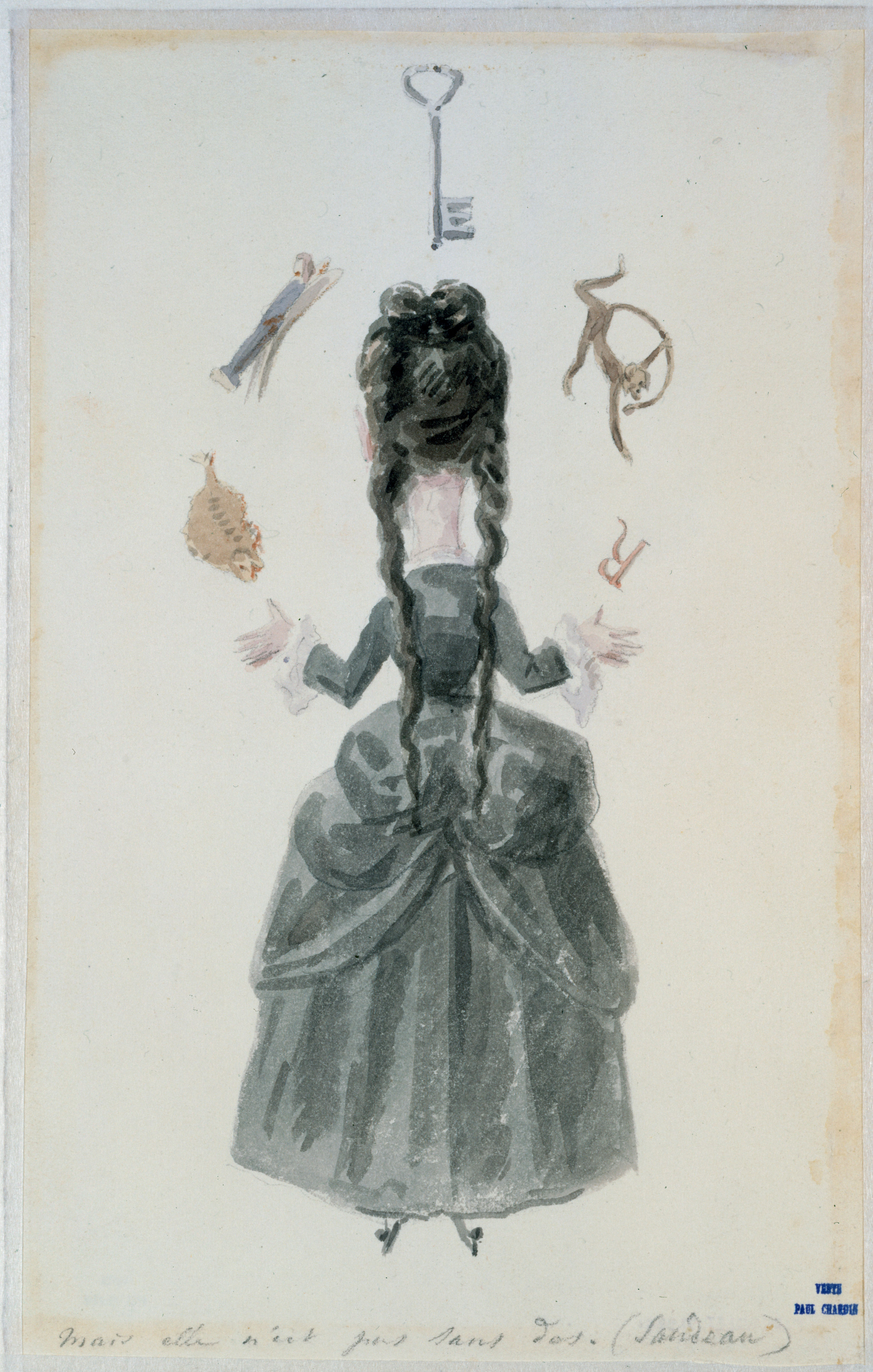
Portrait de Solange Clésinger par Paul Chardin, jonglant, représentée de face sur le recto et de dos sur le verso. Le dessin représente le rébus : sole – ange – clé – singe – R

### Mort
Elle meurt le 17 mars 1899 à son domicile dans le 8e arrondissement de Paris.

## Œuvres

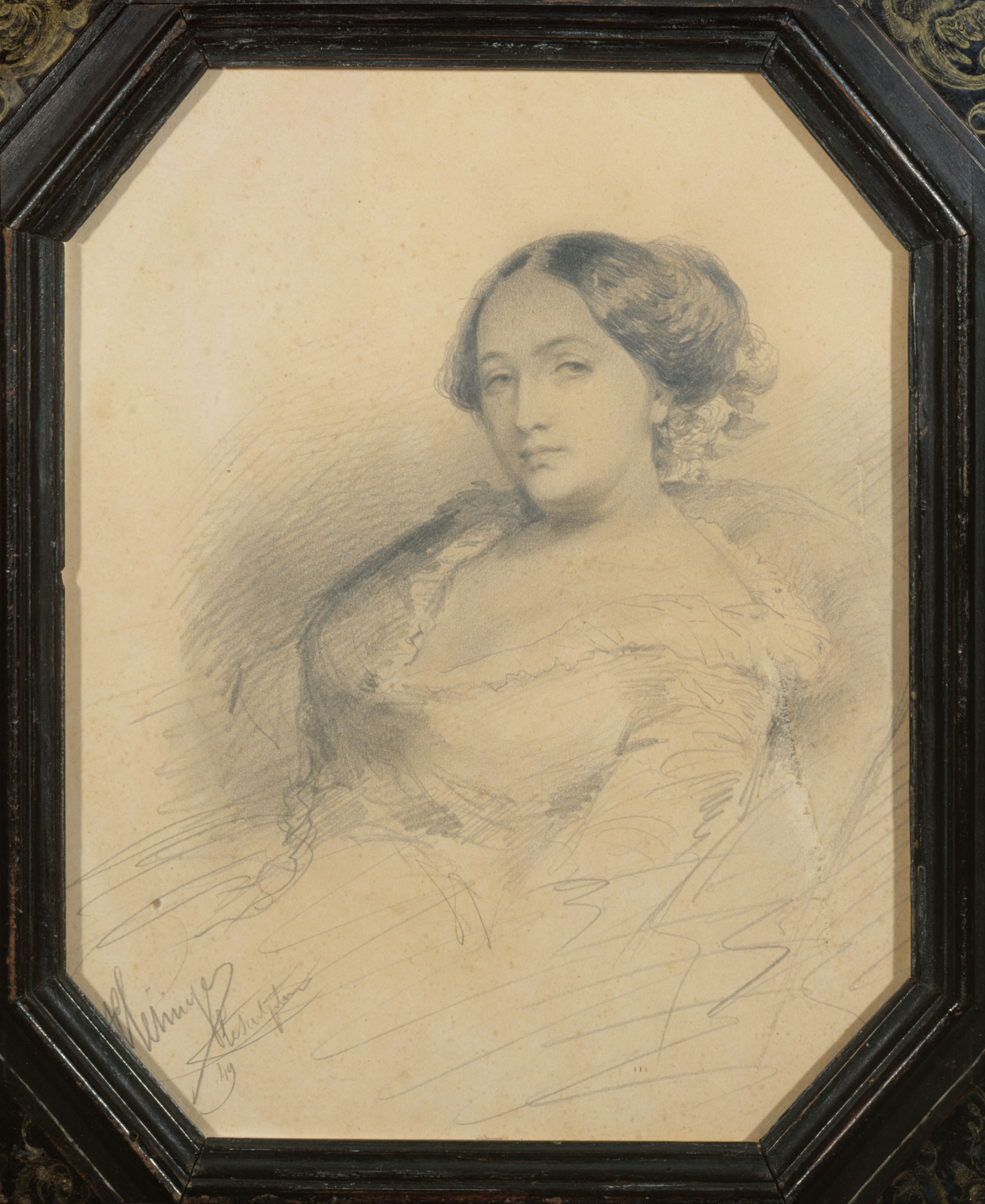
Auguste Clésinger, Solange Dudevant-Clésinger (1849), Paris, musée de la vie romantique.

### Romans
- 1870 : Jacques Bruneau, roman (Paris, Michel Lévy frères). Réédition en fac-similé chez L'Harmattan en 2013 avec une préface de Sylvie Camet.
- 1889 : Carl Robert, roman (Paris, Calmann-Lévy)
- 2018 : Jacques Bruneau, roman (réédition, La Gare des Mots), 192 pages,  (ISBN 979-10-92044-18-8)

### Correspondance (posthume)
- 1900 : Georges d'Heylli (Edmond Poinsot) (édition et commentaires), La Fille de George Sand : Lettres inédites, Paris, Imprimerie A. de Davy, 1900, 136 p. (BNF 34181320) lire en ligne sur Gallica.
- 1910 : Lettres de Frédéric Chopin à la fille de George Sand (mai 1847-juillet 1849), éditées par Samuel-Élie Rocheblave, Paris, sans nom d'éditeur, 1910. (Correspondance avec Frédéric Chopin). Paru dans La Grande revue, 1910, volume XIV, n° 5, p. 29-45, (BNF 42910376).